# Barbalha
Barbalha, amtlich Município de Barbalha, ist eine Mittelstadt mit großem Gemeindegebiet im brasilianischen Bundesstaat Ceará in der Região Norte. Sie ist rund 575 km von der Hauptstadt Fortaleza entfernt. Die Bevölkerungszahl wurde im Jahr 2020 auf 61.228 Einwohner geschätzt. Die Einwohner, die auf dem etwa 569,5 km² großen Gebiet (Stand: 2017) leben, werden Barbalhenser (portugiesisch barbalhenses) genannt. Die Bevölkerungsdichte lag 2010 bei 97 Personen pro km², wobei die damalige Fläche nur rund 479 km² betrug. Barbalha ist Teil der Metropolregion Cariri. Mit fünf weiteren Orten in Ceará ist es Teil des Geopark Araripe der UNESCO Global Geoparks.

## Geographie
Die Landschaft und Biom sind vorwiegend durch Cerrado, Cerradão und Caatinga geprägt.
Der Munizip ist seit 2005 in vier Distrikte geteilt: Barbalha (Sitz), Arajara, Caldas und Estrela. Im Südwesten grenzt Barbalha an den Bundesstaat Pernambuco.

## Klima
Das Klima ist tropisch nach der Klimaklassifikation nach Köppen und Geiger Aw. Die Durchschnittstemperatur beträgt 25,5 °C. Die Winter sind trockener als die Sommer, die jährliche Niederschlagsmenge beträgt durchschnittlich 1058 mm.
Monatliche Durchschnittstemperaturen und -niederschläge für Barbalha
|                   | Jan  | Feb  | Mär  | Apr | Mai | Jun  | Jul  | Aug  | Sep  | Okt  | Nov  | Dez  |   |      |
| Temperatur (°C)   | 26,1 | 25,6 | 25,3 | 25  | 24  | 24,1 | 24,1 | 25,3 | 26,3 | 26,9 | 27,1 | 26,4 | Ø | 25,5 |
| Niederschlag (mm) | 166  | 210  | 239  | 187 | 51  | 26   | 12   | 6    | 6    | 23   | 44   | 88   | Σ | 1058 |

## Geschichte
Das Gemeindegebiet ist ursprünglicher Siedlungsraum der indigenen Cariri (auch als Kariri geschrieben). Benannt wurde der Ort nach einer dort ansässigen Person, dessen Anwesen als Unterkunft für Viehtreiber bekannt wurde, die in den Trockenzeiten Rinderherden aus Pernambuco in die Region der Chapada do Araripe brachten.
Das Gebiet war Anfang des 19. Jahrhunderts ein Pfarrbezirk (Freguesia do Santo Antônio de Barbalha) der Provinz Ceará, das Territorium wurde 1838 zum Distrito de Barbalha des Munizips Crato, am 17. August 1846 wurde der eigentliche Ort als Vila de Barbalha gegründet und am 30. August 1876 als Cidade durch Ausgliederung aus Crato zu einer rechtlich selbständigen Gemeinde. Als Gründungsjahr hat der Ort das Jahr 1846 offiziell angenommen.
2017 änderte das Instituto Brasileiro de Geografia e Estatística die Zuordnung zu geostatistischen Regionen und teilte die Gemeinde der Região geográfica imediata Juazeiro do Norte und der Região geográfica intermediária Juazeiro do Norte zu.

## Stadtverwaltung
Exekutive: Bei der Kommunalwahl 2016 für Ceará wurde Argemiro Sampaio Neto Stadtpräfekt (Bürgermeister) für die Amtszeit von 2017 bis 2020, der für den Partido da Social Democracia Brasileira (PSDB) angetreten war. Die Legislative liegt bei einem Stadtrat (Câmara Municipal) aus 15 gewählten Stadtverordneten (vereadores).

## Lebensstandard
Der Index der menschlichen Entwicklung für Städte, abgekürzt HDI (portugiesisch: IDH-M), lag 1991 bei dem sehr niedrigen Wert von 0,381, im Jahr 2000 bei dem als niedrig eingestuften Wert von 0,517, im Jahr 2010 bei dem mittleren Wert von 0,683.

## Ethnische Zusammensetzung
Ethnische Gruppen nach der statistischen Einteilung des IBGE (Stand 2010 mit 53.323 Einwohnern): Von diesen lebten 2010 rund 38.000 Einwohner im städtischen Bereich und rund 17.300 im ländlichen Raum.
| Gruppe      | Anteil (2010) | Anmerkung                        |
| ----------- | ------------- | -------------------------------- |
| Pardos      | 37.610        | Mischrassige, Mulatten, Mestizen |
| Brancos     | 12.743        | Weiße, Nachfahren von Europäern  |
| Pretos      | 3.825         | Schwarze                         |
| Amarelos    | 1.031         | Asiaten                          |
| Indígenas   | 72            | indigene Bevölkerung             |
| ohne Angabe | 42            |                                  |

## Kult
Barbalha gehört zum Bistum Crato.

## Wirtschaft
In Barbalha hat sich 1999 der Leichtbahn-Schienenfahrzeughersteller Bom Sinal angesiedelt.